# Dedo da Galileia
O Dedo da Galileia (em hebraico:  אצבע הגליל, Etzba HaGalil) é a região mais a norte em Israel, uma extensão da Galileia, que se chama assim desde o Mandato Britânico da Palestina por ter a forma de um dedo, constituindo um exemplo de território dito cabo de frigideira.
Confronta a norte e oeste com o Líbano, e a este com as colinas de Golã. Tem duas zonas geográficas com características bem distintas : o vale de Hula e os montes de Neftali. A cidade principal é Qiriat-Chemoná.